# Плоть молитвенных подушек
«Плоть молитвенных подушек» (англ. Prayer-Cushions of the Flesh) — роман британского литератора Роберта Ирвина. Опубликован в 1997 году издательством Dedalus Books. Русский перевод издан в 2000 году (ISBN 5-89091-107-4).
Четвёртый по счёту роман Ирвина следует традициям ориентализма, присутствующим в творчестве европейских авторов на протяжении более двухсот лет. В своём романе Ирвин заимствует многое из арабской литературы и даже пародирует её, но делает это элегантно и с чувством юмора. В романе присутствуют аллюзии на «Сад благоуханный» Шейха Нефзауи, а также на произведения Флобера, Малларме и Уайльда. Исторические факты сочетаются с комическими сексуальными историями, присущими восточной и более поздней западной декадентской литературе.
Произведение посвящено гаремной жизни в средневековой Османской империи. Главный герой по ими Орхан — пленник гарема, в котором ему снятся чудесные сны про пустыни и красавиц, где в гомосексуальном контакте нет ничего предосудительного, где евнухи — хозяева жизни, которая на 99 % состоит из интриг и строится на сказках, выдуманными его обитателями — наложницами. В конце романа, при поддержке и помощи некой Перизады, Орхану удаётся вместе с ней бежать из гарема и прожить оставшуюся часть жизни в счастье с ней, в деревне за стенами Стамбула.